# Argentera (Vilanova de Meià)
Argentera és una població del municipi de Vilanova de Meià. Està situat al sud del terme municipal, a l'esquerra del riu Boix. El 2019 tenia 3 habitants.
L'església de la Mare de Déu del Remei, és de construcció romànica i modificada posteriorment, actualment sense culte. Depenia del priorat de Meià. També hi ha les restes de l'antic castell d'Argentera.
Fou municipi independent fins a meitat del segle xix quan s'incorporà a la Baronia de la Vansa.